# Зубковський Георгій Семенович
Георгій Семенович Зубко́вський (нар. 15 серпня 1921, Бехтери — пом. 13 листопада 2006, Київ) — український живописець і графік; член Спілки художників України з 1956 року.  Батько Ірини Зубковської-Скаканді, дід Вікторії Скаканді. 

## Біографічні відомості
Народився 15 серпня 1921 року в селі Бехтерах (нині Голопристанського району Херсонської області). Брав участь у німецько-радянській війні. 1953 року закінчив Київський художній інститут (навчався у Іларіона Плещинського, Антона Середи та Василя Касіяна). Працював у київських видавництвах «Молодь», «Радянська школа» та інших, журналах «Україна», «Зміна». 
Помер в Києві 13 листопада 2006 року.

## Творчість
Працював в галузі станкового живопису і книжкової графіки. Створював портрети, пейзажі. Твори:
серії
- «Донбас, шахта 17—17-біс» (1951);
- «Радянський Борислав» (1957);
- «На варті миру» (1965);
- «Індустріальне Придніпров'я» (1971);

ілюстрації до книжок
- «Черево Парижа» Е. Золя (1960);
- «Ярошенко» О. Маковея (1967),
- «Переджнив'я» Ю. Збанацького (1968);
- збірника «Козацькі пісні» (1969);
- збірки «Як воно починалось» Б. Антоненка-Давидовича (1969);
- «Просто любов» В. Василевської (1984—1985);
- «Поезії» П. Гулака-Артемовського (1988);
- «Останні орли» М. Старицького (1990);
- «По степах і хуторах» Д. Марковича (1990).

Ліногравюра «Київський університет імені Т. Шевченка» (1958); акварель «Блакитний туман» (1969).
Окремі роботи зберігаються у Луганському, Херсонському художніх музеях.

## Відзнаки
- Нагороджений медаллю «За перемогу над Німеччиною»[2];
- Заслужений художник УРСР з 1972 року.